# تئوری‌های توطئه درباره انقلاب ۱۳۵۷
انقلاب اسلامی ایران در سال ۱۳۵۷ که منجر به سرنگونی محمدرضاشاه پهلوی و جایگزینی با یک حکومت اسلامی به رهبری روح‌الله خمینی شد، موضوع تئوری‌های توطئه مبنی بر دخالت غرب بوده است، به‌ویژه که آمریکا و بریتانیا، مخالفت آشکار نداشتند، چرا که انقلاب سفید شاه و استقلال فزاینده ایران در استخراج نفت، به نفع منافع این کشورها نبود. شاه، در خاطرات خود، پاسخ به تاریخ، ادعا می‌کند که نیروهای غربی که برجسته‌ترین آن‌ها بریتانیا، آمریکا و غول‌های نفتی بودند، همگی به دلایل خاص خود، که مهم‌تر از همه آن‌ها، دستکاری‌اش در قیمت نفت است، علیه او توطئه کردند.
خمینی، این اتهامات را رد کرد و مدعی شد که این شاه بود که یک «عامل» غربی بود که از انقلاب و استقرار حکومت اسلامی در ایران، جلوگیری کرده بود.

## زمینه
وزارت امور خارجه آمریکا، به دلیل کم‌کاری برای برقراری ارتباط با تهران یا دلسرد کردن اعتراض و مخالفت با شاه، مورد انتقاد قرار گرفت. جامعه اطلاعاتی در آمریکا نیز به دلیل گزارش به رئیس‌جمهور، جیمی کارتر، مبنی بر اینکه «ایران در وضعیت انقلابی یا حتی «پیش از انقلاب» قرار ندارد»، مورد انتقاد قرار گرفته است. رئیس‌جمهور، جیمی کارتر، نیز به دلیل عدم حمایت از شاه، در حالی که نتوانست مخالفان را بازدارد، مقصر شناخته شد. در داخل ایران، به‌طور گسترده، تصور می‌شود که این انقلاب، توطئه بریتانیا برای سرنگونی شاه بود. این فرضیه، به تئوری توطئه انقلاب ۱۳۵۷ معروف شد. این تئوری، توسط شاه ایران حمایت می‌شد که معتقد بود، کنترل فزاینده او بر بازارهای نفت و ملی شدن نفت ایران در ۱۹۷۳، باعث شد شرکت‌های نفتی بین‌المللی، او را برکنار کنند.
شاه، نسبت به آخوندهایی که کنترل ایران را به دست گرفته بودند، باور ضعیفی داشت و معتقد بود که آنها نمی‌توانند بدون حمایت زیاد خارجی، به ناآرامی در ایران دست بزنند. در سال ۱۳۵۷، قراردادهای بزرگ نفتی برای نفت ایران که رو به اتمام بود، به پایان رسید، اما شرکت‌های نفتی، استعفا ندادند. شاه، خروج شرکت‌های نفتی را تهدیدی برای خود می‌دانست. در نهایت، شاه، معتقد بود که انگلیسی‌ها و آمریکایی‌ها، قصد برکناری او را به دلیل افزایش قیمت نفت در سال ۱۹۷۳ داشتند تا یک رژیم جدید غیرملی‌گرا، جایگزین او کنند.
سیاست‌های بین‌المللی شاه، به منظور افزایش درآمد ملی از طریق افزایش چشمگیر قیمت نفت از طریق نقش رهبری او در سازمان کشورهای تولیدکننده نفت (اوپک)، به عنوان عامل اصلی تغییر منافع و اولویت‌های غرب، مورد تأکید قرار گرفته است و کاهش حمایت آنها از او، در موضع انتقادی سیاستمداران و رسانه‌های غربی، به ویژه دولت جیمی کارتر، رئیس‌جمهور آمریکا، در رابطه با مسئله حقوق بشر در ایران و تقویت روابط اقتصادی بین آمریکا و عربستان سعودی در دهه ۱۹۷۰، منعکس شده است.

## ادعاها
این پندار که مغز متفکر و مبدع انقلاب ایران دولت کارتر بوده، تا مانعی در برابر حرکت اتحاد شوروی به سوی جنوب ایجاد کند یا از تبدیل ایران به یک قدرت بزرگ جلوگیری کند، از مهم‌ترین نظریه‌های توطئه در خصوص آمریکا در ایران است. بسیاری از سلطنت‌طلبان به دو «شاهد استوار» برای این نظریه استناد می‌کنند: مأموریت مخفی ژنرال رابرت هایزر به ایران در ژانویه ۱۹۷۹ که علی الظاهر به مقصود بی‌اثرسازی نیروهای مسلح ایران انجام شده، و نشست گوادولوپ در ۱۴ ژانویه ۱۹۷۹، که باور آنان بر این است در آن قدرت‌های غربی تصمیم گرفتند شاه را با یک حکومت اسلامی جایگزین کنند. شاه نوشت: «باور دارم در این جلسات فرانسوی‌ها و آلمان غربی‌ها با پیشنهادهای بریتانیا و آمریکا برای سرنگونی من موافقت کردند. این جلسات گوادولوپ شاید «یالتای خاورمیانه» باشد، با غیبت قابل توجه دریافت کننده غنیمت (شوروی).» او همچنین از سپهبد ربیعی، فرمانده نیروی هوایی ایران نقل قول کرد: «ژنرال هایزر شاه را مثل یک موش مرده از مملکت بیرون انداخت.» برخی ایرانیان حتی اشغال سفارت آمریکا در سال ۱۳۵۸ را با هدف آماده‌سازی پیش زمینه برای این می‌دانند که دولت کارتر ۱۴ میلیارد از دارایی‌های ایران در آمریکا را منجمد کند. بنابراین، وقایع در ایران و افغانستان شاهدی بر یک توطئه بزرگ روسیه و آمریکا بود که در آن «دنیا را بین خودشان تقسیم کردند.»

### ادعای دخالت انگلیس
بر اساس کتابی به قلم اف ویلیام انگدال، قرنی از جنگ: سیاست نفتی انگلیس و آمریکا و نظم نوین جهانی، توطئه‌ای برای سرنگونی شاه، توسط انگلیسی‌ها و آمریکایی‌ها در سال ۱۳۵۷ مصادف با انقلاب، پس از شکست مذاکرات برای تمدید قرارداد ۲۵ ساله بین دولت شاه و بریتیش پترولیوم معروف به قرارداد ۱۹۵۴ کنسرسیوم، طراحی شد.

### ادعاهای محمدرضا پهلوی
محمدرضا پهلوی، در روزهای آخر سلطنتش به عنوان پادشاه، اظهار داشت که اگر ریش خمینی را بلند کنید، در زیر چانه‌اش «ساخت انگلستان» را می‌بینید. این جمله شاه، اقتباسی از جمله دیگری بود که می‌گفت: اگر ریش ملا را بلند کنی، «ساخت بریتانیا» را می‌بینی که روی چانه‌اش مهر زده‌اند.

انگدال، از محمدرضاشاه نقل می‌کند که نه تنها انگلیسی‌ها، بلکه آمریکایی‌ها را نیز در سرنگونی خود مقصر می‌داند:
من آن موقع نمی‌دانستم – شاید نمی‌خواستم بدانم – اما اکنون برایم واضح است که آمریکایی‌ها می‌خواستند من را بیرون کنند. واضح است که این، همان چیزی است که مدافعان حقوق بشر در وزارت امور خارجه می‌خواستند… دولت، از تصمیم ناگهانی برای فراخواندن جورج بال، معاون سابق وزیر امور خارجه آمریکا به کاخ سفید، به عنوان مشاور در مورد ایران، چه می‌خواست؟ … بال، از جمله آمریکایی‌هایی بود که می‌خواست، من، در نهایت کشورم را رها کنم.

### مقاله ۱۳۵۶ روزنامه اطلاعات
در ۱۷ دی ۱۳۵۶، روزنامه دولتی اطلاعات، مقاله‌ای را با عنوان ایران و استعمار سرخ و سیاه منتشر کرد که خمینی را به عنوان عامل انگلیس و «شاعر دیوانه هندی» متهم کرد. این مقاله، مدعی شد که جناح اسلامگرای خمینی برای مخالفت با پروژه مدرنیزاسیون حکومت، با مخالفان کمونیست، متحد شده است و مخالفت خمینی با شاه، توسط منافع نفتی بریتانیا انجام و هزینه آن پرداخت شده است.
حامیان خمینی که از این مقاله، خشمگین شده بودند، در واکنش به آن، تظاهرات خشونت‌آمیزی ترتیب دادند.

## باورهای مردم ایران
حسین شهیدی، روزنامه‌نگار بی‌بی‌سی فارسی، دربارهٔ «این باور ریشه‌دار» در میان ایرانی‌ها صحبت کرده است که «انگلیس، پشت هر حرکتی در ایران است» و به‌ویژه اینکه رادیو بی‌بی‌سی، «مقصر یا متهم است که باعث سقوط هر دو پادشاه پهلوی، رضاشاه و پسرش محمدرضا پهلوی که حکومت ۳۷ ساله‌اش با انقلاب ۱۳۵۷ ایران به پایان رسید، شده است».
یک نظرسنجی از مهاجران ایرانی در کالیفرنیای جنوبی، همان‌طور که اخیراً یک نظرسنجی در اصفهان انجام شد، نشان داد که توضیح اصلی برای انقلاب ۱۳۵۷، توطئه‌های غربی خارجی است.